# Triss Merigold
Triss Merigold – postać fikcyjna, bohaterka cyklu opowieści o wiedźminie Andrzeja Sapkowskiego. Pojawia się też w serialu Wiedźmin i serii gier o tym samym tytule.

## Charakterystyka
Pojawia się po raz pierwszy w Krwi elfów. Jako jedna z nielicznych osób cieszy się sympatią wiedźminów z Kaer Morhen, dokąd udaje się na wezwanie Vesemira.. Opiekowała się Ciri zanim ta trafiła do Ellander, pod skrzydła Nenneke. Nazywała ją siostrzyczką. Brała czynny udział w puczu na Thanedd. Była członkinią Loży Czarodziejek. Na kartach kronik zapisała się jako Nieulękła Merigold. Pomyłkowo została uznana za zmarłą pod Sodden. Była opiekuńcza, wrażliwa. Była stosunkowo młoda, jak na czarodziejkę (z pewnością młodsza niż Yennefer z Vengerbergu).

## Wygląd
Triss ma długie, puszyste, złocisto-kasztanowe włosy i duże, niebieskie oczy. Czarodziejka jest bardzo szczupła, miała 22 cale w talii, czego czujnie pilnowała. Nosi suknie zapięte pod szyją aby ukryć bliznę, pamiątkę bitwy pod Sodden.

## Zdolności magiczne
Triss to czarodziejka specjalizująca się w magii uzdrowicielskiej. Leczy głównie za pomocą eliksirów. Sama była na nie uczulona, tolerowała tylko amulety. Nie posiada immunitetu – sztucznej odporności na choroby. Jako pierwsza i zarazem ostatnia rzuciła zaklęcie Niszczące Gradobicie Merigold (wraz z Yennefer z Vengerbergu, jednak jej pomoc nie została odnotowana na kartach historii). Triss chciała rzucić Piorun Alzura, ale ponieważ była skaleczona w usta podczas skandowania czaru wywołała gradobicie o graniastych kulkach wielkości kurzego jajka.

## Adaptacje
W serialu Netfliksa Wiedźmin Triss Merigold gra Anna Shaffer, zaś w filmie Pół wieku poezji później – Magdalena Różańska.
We wszystkich trzech częściach serii gier komputerowych Wiedźmin studia CD Projekt Red głosu Triss Merigold użyczyła Agnieszka Kunikowska.